# Capitania

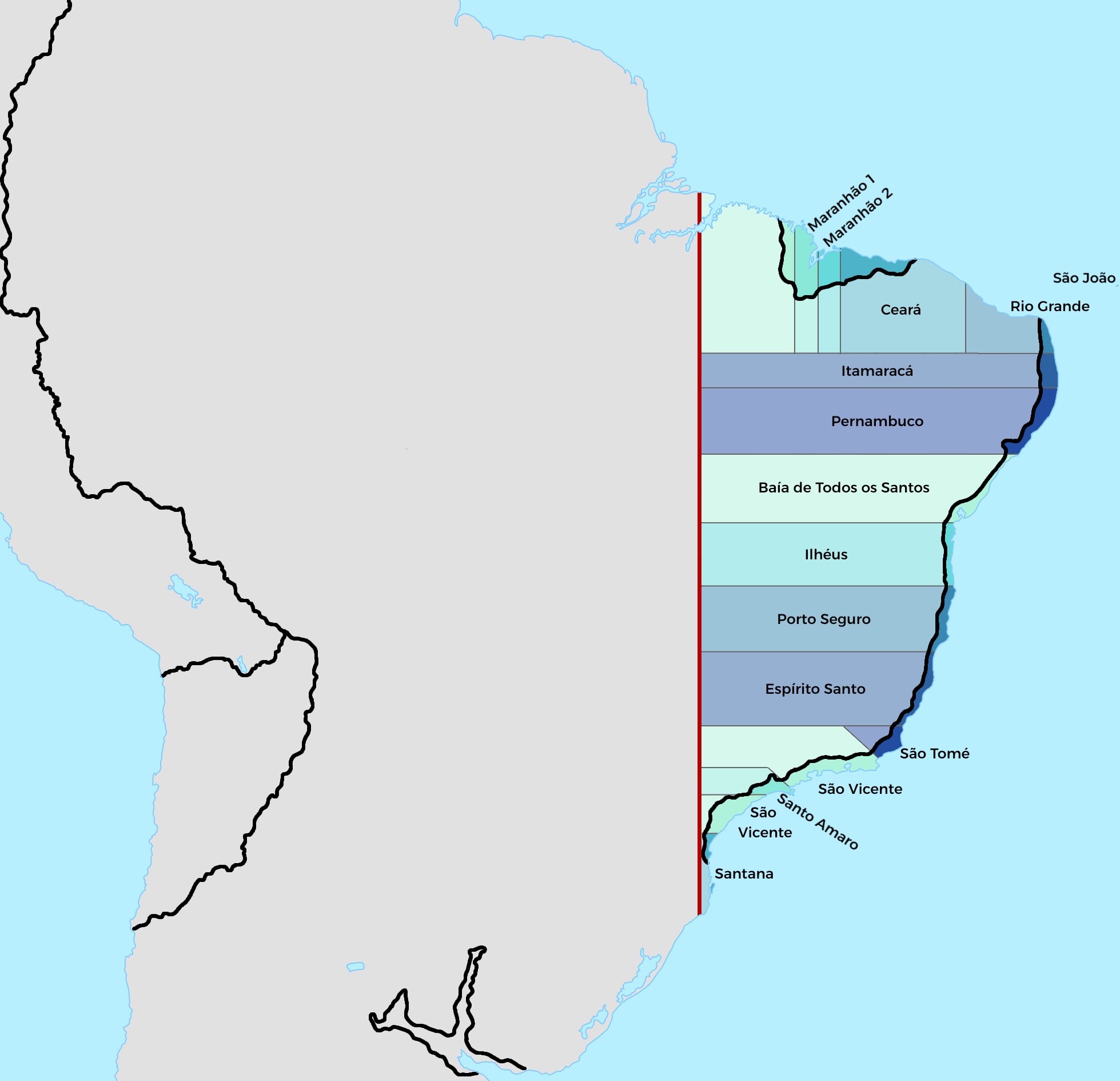
Capitanies al Brasil - Versió clàssica (1534).

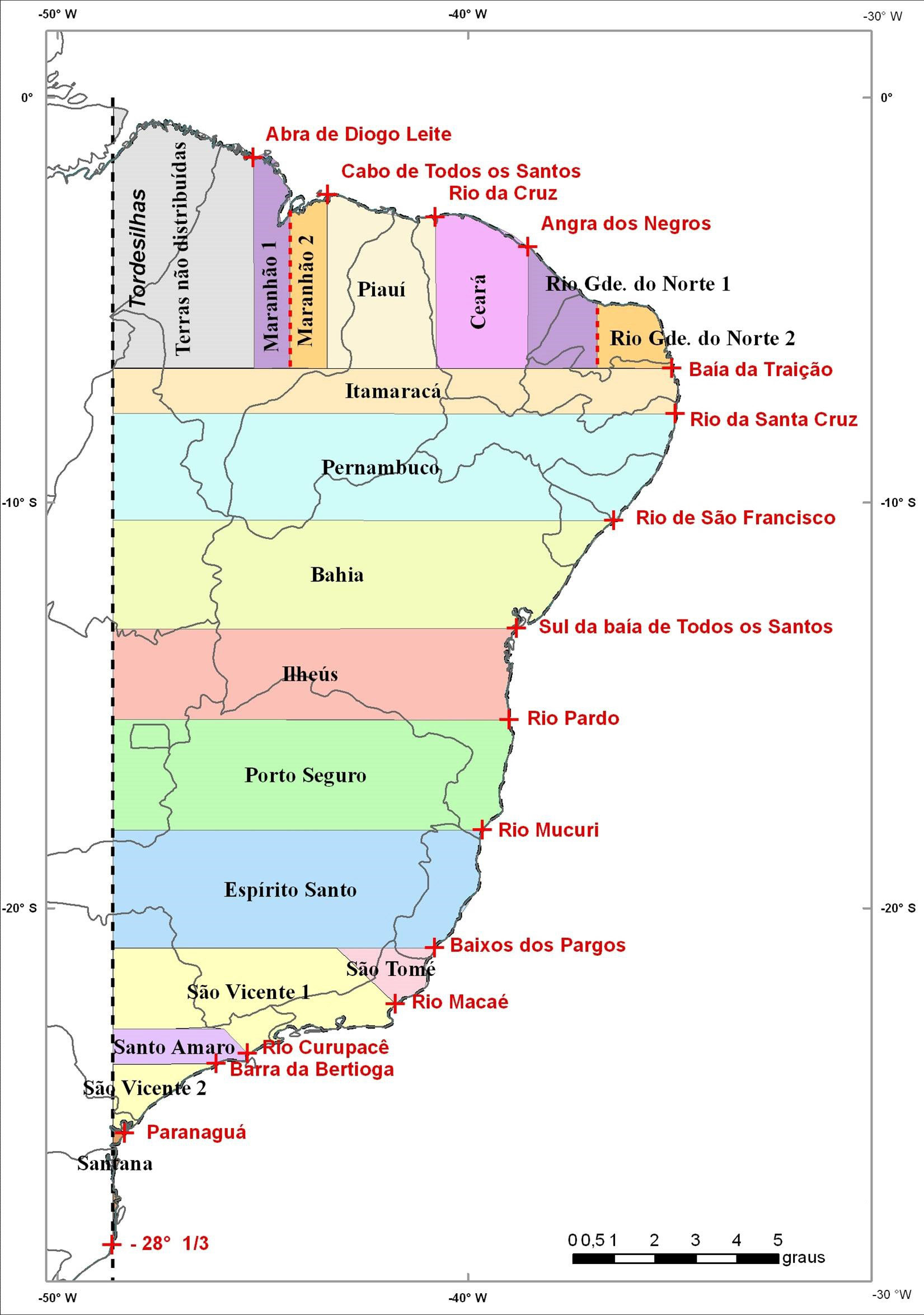
Capitanies al Brasil - Versió corregida (1534).

Una capitania és el sistema triat per l'administració de l'Imperi Portuguès per gestionar les seves colònies a l'edat Moderna. La corona portuguesa dividia el territori colonitzat en línies verticals, que després distribuïa a nobles portuguesos que n'eren els responsables de gestió i que s'anomenaven "donataris" pel nom del contracte de cessió que signaven. Al Brasil aquest sistema comportà la divisió del territori en unes quinze capitanies. La idea de capitania sorgí del bon resultat obtingut amb les colònies de Madeira i Açores. Foren implantades a l'Estat del Brasil del segle xvi fins al segle xviii, i després extingides pel Marquès de Pombal qui el 1759 les va abolir.
| Capitania                                 | Límits aproximats                                              | Donatari                        |
| ----------------------------------------- | -------------------------------------------------------------- | ------------------------------- |
| Capitania de Maranhão (primera secció)    | Extrem est de l'Illa de Marajó (PA) fins al riu Gurupi (PA/MA) | João de Barros i Aires da Cunha |
| Capitania de Maranhão (segona secció)     | fins al riu Gurupi (PA/MA) fins a Parnaíba (PI)                | Fernando Álvares de Andrade     |
| Capitania de Ceará                        | Parnaíba (PI) fins a Fortaleza (CE)                            | Antônio Cardoso de Barros       |
| Capitania de Rio Grande                   | Fortaleza (CE) fins a Baía da Traição (PB)                     | João de Barros i Aires da Cunha |
| Capitania d'Itamaracá                     | Baía da Traição (PB) fins a Igaraçu (PE)                       | Pero Lopes de Sousa             |
| Capitania de Pernambuco                   | Igaraçu (PE) fins al Riu São Francisco (AL/SE)                 | Duarte Coelho Pereira           |
| Capitania de Baía de Todos os Santos      | Riu São Francisco (AL/SE) fins a Itaparica (BA)                | Francisco Pereira Coutinho      |
| Capitania d'Ilhéus                        | Itaparica (BA) fins a Comandatuba (BA)                         | Jorge de Figueiredo Correia     |
| Capitania de Porto Seguro                 | Comandatuba (BA) fins a Mucuri (BA)                            | Pero do Campo Tourinho          |
| Capitania d'Espírito Santo                | Mucuri (BA) fins a Itapemirim (ES)                             | Vasco Fernandes Coutinho        |
| Capitania de São Tomé                     | Itapemirim (ES) fins a Macaé (RJ)                              | Pero de Góis da Silveira        |
| Capitania de São Vicente (primera secció) | Macaé (RJ) fins a Caraguatatuba (SP)                           | Martim Afonso de Sousa          |
| Capitania de Santo Amaro                  | Caraguatatuba (SP) fins a Bertioga (SP)                        | Pero Lopes de Sousa             |
| Capitania de São Vicente (segona secció)  | Bertioga (SP) fins a Cananéia/Ilha do Mel (PR)                 | Martim Afonso de Sousa          |
| Capitania de Santana                      | Ilha do Mel/Cananéia (SP) fins a Laguna (SC)                   | Pero Lopes de Sousa             |